# 鲁波尔丁
鲁波尔丁（德語：Ruhpolding）是德国巴伐利亚州的一个市镇。总面积147.84平方公里，总人口6282人，其中男性3058人，女性3224人（2011年12月31日），人口密度42人/平方公里。